# Zurfluh
Zurfluh ist ein Schweizer Familienname.

## Herkunft und Bedeutung
Der Name Zurfluh ist ein Wohnstättenname; das Grundwort ist das Toponym Fluh.

## Verbreitung
Vorkommen des Familiennamens Zurfluh:
- Deutschland: Wunsiedel im Fichtelgebirge.
- Schweiz: Alteingesessen, das heißt mit Bürgerrecht vor 1800, sind die Zurfluh ausschließlich im Kanton Uri, und zwar in den Gemeinden Altdorf, Attinghausen, Erstfeld, Gurtnellen, Isenthal und Silenen. Die ersten drei Brüder Zurfluh findet man um 1550. Alle Personen des Namens Zurfluh stammen von diesen ab. Man kann sich vorstellen, dass diese aus der Leventina eingewandert sind, und dass deren Name Dalla Rocca verdeutscht wurde. Die Basler und Luzerner Bürger gehen auf Einbürgerungen von Urnern zurück, die nach 1800 stattgefunden haben.[1]

## Bekannte Namensträger
- Auguste Zurfluh (1871–1941), französischer Gitarrist, Harfenist, Komponist und Musikverleger (hatte vermutlich Schweizer Vorfahren)
- Christina Zurfluh (1961–), Schweizer Künstlerin
- Hans Zurfluh (* 1927), Schweizer Politiker, Regierungsrat Uri
- Kurt Zurfluh (1949–2017), Schweizer Radio- und Fernsehmoderator
- Werner Zurfluh (1945–2008), Schweizer Bewusstseins- und Klartraum-Forscher
- Anselm Zurfluh (1953-), Historiker, Ethnologue, Weltenbummler